# Archipel demain
Archipel demain (en català Arxipèlag demà) és un partit polític de l'arxipèlag francès de Saint-Pierre i Miquelon. Va ser fundat l'any 1985 per iniciativa del diputat Gérard Grignon i des de llavors ha anat creixent fins a convertir-se avui dia en el primer partit de l'arxipèlag. Així, militen a Archipel demain els dos representants de Saint-Pierre i Miquelon al Parlament francès.
El diputat a l'Assemblea Nacional Francesa per Saint-Pierre i Miquelon és Gérard Grignon, fundador del partit i diputat a París des del 1986, mentre que el senador de l'arxipèlag és Denis Detcheverry, senador des del 2004 i alhora batlle del municipi de Miquelon-Langlade, un dels dos municipis en què és dividit l'arxipèlag. Tots dos formen part dels grups parlamentaris de la UMP a les seves respectives cambres.

## Resultats electorals

### Eleccions legislatives
| Any  | 1a volta | 1a volta | 2a volta | 2a volta | Escons |
| Any  | Vots     | %        | Vots     | %        | Escons |
| ---- | -------- | -------- | -------- | -------- | ------ |
| 1986 | 619      | 19,71    | 1.553    | 47,78    | 0 / 1  |
| 1988 | 2.239    | 90,28    |          |          | 1 / 1  |
| 1993 | 2.493    | 73,78    |          |          | 1 / 1  |
| 1997 | 1.509    | 46,50    | 1.866    | 52,34    | 1 / 1  |
| 2002 | 1.388    | 44,04    | 2.356    | 69,17    | 1 / 1  |
| 2007 | 1.098    | 35,31    | 1.726    | 48,73    | 0 / 1  |
| 2012 | 378      | 14,79    |          |          | 0 / 1  |
| 2017 | 1.209    | 41,59    | 1.750    | 48,13    | 0 / 1  |
| 2022 | 856      | 32,39    | 1.329    | 50,36    | 1 / 1  |
| 2024 | 1.184    | 43,09    | 1.665    | 61,74    | 1 / 1  |

### Eleccions territorials
| Any  | 1a volta | 1a volta | 2a volta | 2a volta | Escons  |
| Any  | Vots     | %        | Vots     | %        | Escons  |
| ---- | -------- | -------- | -------- | -------- | ------- |
| 1988 | 1.095    | 46,67    | 1.347    | 46,48    | 6 / 19  |
| 1994 | 2.165    | 61,42    |          |          | 15 / 19 |
| 2000 | 999      | 29,90    | 958      | 28,86    | 5 / 19  |
| 2006 | 2.049    | 66,27    |          |          | 16 / 19 |
| 2012 | 1.937    | 52,55    |          |          | 15 / 19 |
| 2017 | 2.324    | 70,17    |          |          | 17 / 19 |
| 2022 | 1.529    | 45,92    | 1.991    | 51,78    | 15 / 19 |